# El gran juego de la oca
El gran juego de la oca fue un programa-concurso de televisión emitido desde Madrid, España, entre 1993 y 1995, en 2 temporadas, en Antena 3, y otra vez en 1998 como El nuevo juego de la oca en Telecinco. El programa se originó en Italia como Il Grande Gioco Dell'Oca, creado por Jocelyn Hattab, el cual está basado en el clásico juego de tablero El juego de la oca.

## Origen
Sobre El juego de la oca no se sabe a ciencia cierta el año y el lugar de su invención, ya que se ha ido transmitiendo de generación en generación hasta el día de hoy. La mecánica es muy sencilla: dos o más jugadores tiran un dado (o dos en unas versiones) y tratan de avanzar por un tablero de 63 casillas hasta llegar al final. El primero que llegue gana. A lo largo del recorrido, existen casillas especiales que afectan al avance de los jugadores. Existen las casillas en las que se adelantan como las de la oca, los dados o el puente; las casillas en las se pierden turno como la posada, el pozo o la cárcel; y, por último, las casillas en las que se retroceden como la calavera o, de nuevo, el puente.

## Mecánica
Siguiendo con la mecánica del juego original, en cada programa participan cuatro concursantes (dos hombres y dos mujeres diferenciados por los colores rojo, azul, verde y amarillo y jugando siempre bajo este orden), los cuales deben recorrer el tablero que recorre todo el plató tirando dos dados virtuales que les hacen avanzar por este dependiendo el número que saquen hasta llegar a la meta que se encuentra en la casilla 63. Cada concursante parte con 100 000 ptas. (600 €) y, por cada casilla avanzada, se les suma 10 000 ptas. (60 €). Cada casilla contiene una prueba que deben superar, además de que apuestan una cantidad de su dinero. Si superan la prueba, se les suma el dinero apostado pero si no la superan se les resta la cantidad apostada.
El primer concursante que lograra llegar hasta la meta, ganaba la partida y todo el dinero que había ido apostando a lo largo de esta (además de un viaje pagado en algunos programas). En algunas ocasiones en que el tiempo del programa estaba llegando a su fin y los concursantes aún no habían llegado a su objetivo, se pasaba a la tirada rápida, la cual consistía en ir tirando los datos y avanzar por el tablero sin realizar ninguna prueba. Incluso, en la 2.ª temporada, no hacía falta llegar a la casilla 63 para ganar ya que el que más cerca se encontrase de esta casilla, ganaba la partida.
Durante la 1.ª temporada, el ganador se enfrentaba a la reoca, la cual se trataba de una prueba extra que le permitía tener la posibilidad de ganar un coche. Al final del programa, al ganador se le entregaba un sobre que le revelaba en secreto de qué trataba esa prueba que el concursante debía realizar fuera del plató durante toda la semana. Al inicio del siguiente programa, el concursante volvía al plató y, mediante un vídeo que resumía su desempeño en la prueba, se revelaba si este había tenido éxito, haciéndole entrega de las llaves del coche en caso de haberla superado. Estas pruebas eran diferentes a las realizadas en plató, las cuales consistían en lograr un objetivo involucrando a un famoso que hiciera algún acto por ellos o contando con la mayor intervención posible de ciudadanos de una localidad reunidos en un lugar.

## Presentadores
|                 | Antena 3          | Antena 3          | Telecinco         | Total programas |
| Temporadas      | Primera temporada | Segunda temporada | Tercera temporada | Total programas |
| Años            | 1993-1994         | 1995              | 1998              | Total programas |
| --------------- | ----------------- | ----------------- | ----------------- | --------------- |
| Emilio Aragón   |                   |                   |                   | 39 programas    |
| Lydia Bosch     |                   |                   |                   | 39 programas    |
| Patricia Pérez  |                   |                   |                   | 39 programas    |
| Pepe Navarro    |                   |                   |                   | 26 programas    |
| Eugenia Santana |                   |                   |                   | 26 programas    |
| Ivonne Reyes    |                   |                   |                   | 26 programas    |
| Andrés Caparrós |                   |                   |                   | 8 programas     |
| Elsa Anka       |                   |                   |                   | 8 programas     |
| Paloma Marín    |                   |                   |                   | 8 programas     |

## Pruebas y casillas
Las pruebas de El gran juego de la oca eran de todo tipo: desde las más sencillas y cómicas hasta pruebas de extrema habilidad, en las cuales el físico del concursante era llevado al extremo. Algunas de las casillas eran fijas todas las semanas y otras pruebas eran más o menos habituales, aunque no estaban siempre en la misma casilla. También había casillas especiales donde el concursante avanzaba o se le sometía a un castigo en el que no apostaba dinero. Si se daba el caso de que dos concursantes caían en la misma casilla (ocurrió en dos ocasiones) el concursante que llegaba realizaba la prueba asignada a dicha casilla, mientras que el otro tenía que retroceder y ocupar el número de casilla de donde había partido el otro concursante.

### Casillas fijas
- Oca (5, 9, 18, 27, 36, 45, 54): si el concursante caía en una de estas casillas oca, avanzaba hasta la siguiente casilla de oca y volvía a tirar tras decir la icónica frase: De oca a oca y tiro porque me toca. Si el concursante caía en la oca 54, saltaba a la casilla 63 y ganaba el programa. Como dato especial, en el programa de nochevieja fue la única ocasión en la que el concursante (en este caso el ganador del programa y por este medio) cayó doblemente en esta casilla tras haber tirado los dados, mientras que en el resto de todas las emisiones, únicamente cayeron en una sola oca de forma consecutiva.
- La ruleta cruel (61): el concursante accionaba una ruleta con diferentes porcentajes, la cual tenía desde un mínimo de 10%, hasta un máximo del 100%. El porcentaje elegido era descontado del total de su dinero. En la 2.ª temporada, el mismo concursante daba giros en vertical para elegir qué porcentaje de su dinero se le quitaba.
- Meta (63): es la casilla final del tablero y la que da la victoria al primer concursante que llegue a ella. Para llegar a la meta, el concursante tenía que sacar en los dados una cantidad que le hará caer exactamente en esta casilla. Si el número era superior debía retroceder a una casilla anterior dependiendo de donde lo ubicará la cantidad restante de los dados. Como dato adicional, en el 2.ª programa de la 1.ª temporada fue la única ocasión que se dio oportunidad a los cuatro concursantes de tirar los dados en una tirada rápida después de que ya había un ganador, teniendo la posibilidad de desplazar al vencedor por medio de la regla de no tener dos concursantes en la misma casilla, cosa que finalmente no sucedió.

#### 1.ª temporada
- Dados (7): el concursante avanzaba hasta la casilla 20 y volvía a tirar tras decir la frase De dado a dado y tiro porque me ha tocado.
- Barro (8): el concursante debía de introducirse en una piscina de barro, donde le esperaba la luchadora Romy. La prueba habitual era buscar cinco letras en el cuerpo de la luchadora para formar y adivinar una palabra. En otras ocasiones se trataba de reunir un mínimo de pares de calcetines, guantes o botas que se encontraban en la pared.
- Cortasandías (31): con una espada afilada, el concursante debía de cortar en dos partes varias sandías que iban cayendo por un túnel opaco. Esta casilla se estableció como fija en el segundo programa, pero se fue haciendo menos habitual a medida que avanzaba la temporada.
- Pintacuerpos (34): el concursante accionaba una ruleta con diferentes partes del cuerpo (Brazo, barriga, espalda, pecho y trasero) y la pintacuerpos (Dafne Argot) le dibujaba con acuarela el logo del programa sobre la parte del cuerpo seleccionada al azar.
- Túnel de las serpientes (47): el concursante era introducido en un túnel con serpientes y debía encontrar la llave para salir por el otro extremo. Independientemente del resultado de la prueba, avanzaba hasta la casilla 50. En los primeros programas solo había una llave escondida en el túnel, pero, a partir del programa 13, se pusieron varias, de las cuales solo una abría la compuerta para salir.
- Castillo (51): el concursante debía de escalar una pared a través de una escalera que cambiaba de forma en cada programa para llegar a besarse con el príncipe o princesa que se encontraba arriba. Con el paso de los programas, el programa fue complicando la escalada para hacer la prueba más difícil.
- El Flequi (52): al concursante se le hacían 3 preguntas con un tiempo de 5 segundos para responder cada una. Si fallaba una de las 3, el peluquero el Flequi (Rafael Hidalgo), le cortaba el pelo al cero si era un hombre o le dejaba el pelo corto como el de un hombre si era una mujer. Ningún concursante de los 16 que cayeron en la casilla logró acertar las 3 preguntas, ya que la tercera siempre fue extremadamente difícil. El concursante también tenía la opción de no dejar que le raparan la cabeza pero en tal caso perdía todo el dinero que había acumulado hasta entonces, cosa que nunca sucedió.
- Jaula (57): en la mayoría de las ocasiones, la prueba consistía en atrapar a Judith, la guardiana de la jaula, y coger la llave, aunque en algunos programas la prueba era diferente.
- Muerte (58): si el concursante caía en esta casilla, era enviado a la casilla 1 y tenía que empezar desde el principio aunque conservando el dinero acumulado. Además, durante el recorrido de regreso, era empapado de un líquido viscoso y embadurnado en plumas de oca.

#### 2.ª temporada
- Restaurante chino (19): el concursante deberá probar uno o varios platos de comida repulsiva, perdiendo parte o todo el dinero acumulado hasta el momento si se niega a hacerlo. La prueba se desarrolla en un decorado que simula un restaurante chino, situado en un lateral de la posada del plató, y está regentada por el Chef Lin.
- Cajas cerradas (25): se pone a prueba el miedo a lo desconocido introduciendo la mano en 6 urnas para buscar letras y componer una palabra misteriosa. Dentro de las urnas, además de las letras, había diferentes tipos de animales e insectos, siendo visible el contenido de las mismas únicamente desde el lado contrario al que se sitúa al concursante.
- Barro (31): diferentes pruebas sucedían dentro de una piscina de barro custodiada por la luchadora Mabel.
- Mina (32): prueba consistente en escapar de una mina recreada, usando un pico para hacer un agujero en una pared de cemento y ladrillos y atravesarla. Al final de la temporada, pasó a ser una casilla normal.
- Prisión (43): misma mecánica que la jaula de la primera temporada.
- Barbero (48): misma mecánica que la casilla del Flequi de la primera temporada pero con un nuevo peluquero llamado Rizotín, con un histriónico acento francés. El nuevo protagonista de la barbería de El gran juego de la oca no rapaba el pelo únicamente, sino que teñía de colores y dejaba antiestéticos trasquilones a sus víctimas. Una concursante se negó a pasar por Rizotin y perdió todo el dinero acumulado.
- Lanzacuchillos (52): diferentes pruebas relacionadas con la labor del lanzador de cuchillos Alberto Murronni y su esposa Vesna.
- Túnel de las serpientes (53): sisma mecánica que en la primera temporada pero sin avanzar de casilla.
- Catapulta (55): misma mecánica que la casilla de la muerte de la primera temporada a diferencia que el retroceso a la casilla 0 se realizaba lanzando al concursante con una catapulta y un bungee. Ocasionalmente esta penalización cambiaba de casilla y en esta casilla se transformaba en normal.
- Depilación (56): el concursante se sometía a una depilación parcial de las piernas por cada pregunta que no contestase correctamente. Fue implantada hacia el final de la temporada.

#### 3.ª temporada
- Bola (8): se introducía al concursante en una pequeña bola de barrotes de metal y se lanzaba cuesta abajo dirección a la casilla 2. El concursante tenía un tiempo limitado para conseguir colocarse sobre una peana con la ayuda del balanceo de su cuerpo dentro de la bola. Tras la prueba, el concursante retrocedía a la casilla 2 y, si no superaba la prueba, perdía las 60.000 ptas. que separaban las casillas 8 y 2.
- Barro (22): diferentes pruebas sucedían dentro de una piscina de barro custodiada por dos luchadoras.
- Lanzacuchillos (28): diferentes pruebas relacionadas con la labor del lanzador de cuchillos Alberto Murronni y su esposa Vesna. En esta temporada, cada vez que un concursante caía en esta casilla, se sometía al invitado V.I.P. al lanzamiento de cuchillos colocándole en la tabla.
- Castillo (30): misma mecánica que temporadas anteriores.
- Prisión (34): misma mecánica que la prisión de la 2.ª temporada y la jaula de la 1.ª temporada, salvo porque en esta temporada había 2 guardianas simultáneas y porque el concursante, en lugar de apostar dinero, perdía 100.000 ptas. si no conseguía la llave.
- Pintacuerpos (40): misma mecánica que en la 1.ª temporada.
- Esfera (50): situada en alto, esta casilla hace retroceder cuesta abajo al concursante hasta la casilla 46, a través de una rampa serpenteante, mientras una esfera gigante de 50 kilos rueda a gran velocidad por la misma pendiente para atraparle. El concursante debe realizar el recorrido abriendo varias trampillas que bloquearían la esfera en caso de emergencia. Si el concursante es alcanzado por la esfera, la prueba no será superada y perderá 100.000 ptas.
- Túnel de las serpientes (52): misma mecánica que en temporadas anteriores a diferencia de convertirse en una prueba de penalización en la que el concursante no apuesta dinero sino que pierde 100.000 ptas. si no consigue escapar del terrario.

### Pruebas fijas
El programa también tenía otras pruebas que no estaban ubicadas en un casilla específica pero eran muy frecuentes a lo largo de todas sus emisiones:
- Beso o tortazo: las ocho oquettes pasaban diciéndole algo al concursante y debía adivinar si después de esto cada una le iba a dar un beso o un tortazo. Si se trataba de una concursante, el beso o el tortazo se lo llevaba el presentador o algún invitado hombre aunque la adivinación seguía a cargo de la concursante.
- Cajas misteriosas: el concursante debía sacar una letra de varias cajas opacas (que tenía ratas, ratones, serpientes, insectos, etc) para formar y adivinar una palabra. Normalmente el número de cajas era de seis. En la 2.ª temporada fue la prueba fija de la casilla 52.
- Las cajas de las oquettes. Las ocho oquettes pasaban con unas cajas que contenían buenas o malas sorpresas (como besos, patadas, gritos, cubos de hielo o incluso aumento o disminución del dinero acumulado sobre un margen de 100 000 ptas.) y el concursante debía decir un número para cada caja del 1 al 8 y se le otorgaba la cantidad de sorpresa que tenía cada una de acuerdo al número dicho.
- Picante, picante: al concursante se le hacían varias preguntas de temática erótica. Si respondía correctamente, se comía un terrón de azúcar. Si fallaba, tenía que comerse algo picante (chiles, jalapeños, guindillas, etc.).
- El mirador de las oquettes: El concursante debía observar una coreografía de las oquettes. Tras ello, el/la concursante tenía varias posibilidades. En ocasiones debía adivinar un fallo que una de ellas cometía, participar con ellas en la misma coreografía realizando el mismo tipo de baile, adivinar que llevaba puesto cada una de ellas o realizar una gymcana por el plató e ir recogiendo objetos que las oquettes iban lanzando.
- Multiplicación/huevos: el concursante debía resolver una multiplicación y por cada 10 segundos de no resolver la operación se le rompía un huevo en la cabeza. Apareció por primera vez en el programa 1.
- Esmalte o depilación: el concursante (hombres en todas las ocasiones de esta prueba) era sentado en un silla y se le hacían varias preguntas. Si acertaba la respuesta, le pintaban una uña del pie con esmalte y si fallaba le depilaban una parte de la pierna con cera caliente.
- Maxthor: pareció por primera vez en el programa 18 y desde entonces se hizo muy popular hasta el final de la 1.ª temporada. El concursante participaba en una prueba de acción compitiendo contra Maxthor (Jimmy Roca), un personaje de enorme potencia física y brutalidad que no atendía a ningún tipo de miramiento. Para superar la prueba, el concursante tenía que vencer a Maxthor.
- La Fea Besucona y el Mimoso Pringoso: al concursante se le formulaba entre 5 y 7 preguntas. Sí fallaba la respuesta, una mujer o un hombre de gran edad y de aspecto asqueroso (dependiendo de si era hombre o mujer el concursante) le daba un beso, y si acertaba le daba el beso al presentador o presentadora. La Fea Besucona apareció por primera vez en el programa 10, mientras que el Mimoso Pringoso apareció por primera vez en el programa 31.
- Prueba del lanzacuchillos: un lanzador mostraba sus arriesgadas y peligrosas formas de lanzar cuchillos hacia una modelo. Después había pruebas variadas en relación con el lanzacuchillos, que iban variando en función del programa. El concursante a veces solo tenía que apostar, en otras ocasiones el concursante formaba parte de la prueba. Apareció por primera vez en el programa 3. En la 2.ª y la 3.ª temporada, tenía una casilla fija.
- Ponerse a 100: el concursante era conectado a una máquina que medía su ritmo cardíaco, y una o un modelo muy sexy dependiendo si era hombre o mujer el concursante, empezaba a bailar eróticamente delante de él o ella para que sus pulsaciones crecieran. El concursante debía mantener la mente fría y acabar con un margen menor a 100 pulsaciones para superar la prueba. Apareció por primera vez en el programa 3.
- Platillo de gusanos: el concursante debía comerse completamente un plato de lechuga que estaba en medio de una urna llena de gusanos sin usar las manos.
- Silla de cabra: el concursante era sentado en una silla con sus manos y pies sujetos. Sus pies descalzos eran bañados con miel y una cabra se los lamía durante un tiempo de, normalmente, 1:30 min.. El concursante debía mantener su postura y no mover ni un músculo de la cara para superar la prueba. Apareció por primera vez en el programa 2.

## Las oquettes
Las oquettes eran el grupo coral de baile encargado de presentarse durante la transmisión del programa compuesto por 8 chicas (2 por cada uno de los colores de los concursantes). Las oquettes realizaban coreografías en diferentes momentos del programa tales como la cabecera, cuando un concursante caía en una casilla oca o dado, en la prueba del mirador de las oquettes o en la prueba Beso o tortazo.
- Primera temporada: Las oquettes originales fueron Paloma Gómez y Samantha Palmby (Distintivo rojo); Annette Abusland y Valeria Tamagnini (Distintivo azul); Vanessa de Arce y Anette Smidt (Distintivo verde); y Patricia Redondo y Lila Herránz (Distintivo amarillo). Posteriormente Anette Smidt fue remplazada por Mar Regueras (programa 10); y Samantha Palmby fue remplazada por Laura Alonso Priego (programa 31). Pese a que el último programa de Samantha Palmby fue el 28, no fue remplazada hasta el programa 31, teniendo a Paloma Gómez como única oquette del distintivo rojo por dos programas.
- Segunda Temporada: Samantha Palmby (Distintivo rojo), Mar Regueras (Distintivo azul), y Valeria Tamagnini (Distintivo amarillo)

## Programas y ganadores

### 1.ª temporada
La 1.ª temporada constó de 39 programas. En la 1.ª fase, hubo 32 programas normales y 2 especiales con famosos (Programas 14 y 26). De los 32 programas normales, se eligieron por sorteo 16 de los ganadores, conformando 4 semifinales (Programas 35, 36, 37 y 38), de las que saldrían 4 ganadores para pelear en la gran final (Programa 39). La distribución de ganadores fue:
- Chicos: 22 veces (Programas 2, 3, 7, 8, 9 ,10,11, 12 ,13, 14 (Especial Nochevieja), 15, 20, 21, 23 ,24 ,25, 27 ,28 ,29, 30, 33 y 34).
- Chicas: 12 veces (Programas 1 ,4, 5, 6, 16,17,18,19, 22, 26 (Especial Famosos), 31 y 32).
- Rojo: 3 veces (Programas 16, 17 y 33).
- Azul: 9 veces (Programas 10, 11, 13, 14 (Especial Nochevieja) ,18, 21, 23, 25 y 31).
- Verde: 17 veces (Programas 1, 2, 3, 4, 7, 8, 9, 12, 15, 19, 22, 24, 26 (Especial Famosos), 27, 28, 29 y 34).
- Amarillo: 5 veces (Programas 5, 6, 20, 30 y 32).

Los ganadores elegidos por sorteo para cada una de las semifinales fueron:
- 1.ª semifinal: David (Programa 13), Almudena (Programa 19), Shaun (Programa 8), Tatu (Programa 18).
- 2.ª semifinal: Mene (Programa 3), Cristina (Programa 32), Iker (Programa 29), Mariqui (Programa 4).
- 3.ª semifinal: Juan Ramón (Programa 2), Susana (Programa 22), Ángel (Programa 10), Piedad (Programa 16).
- 4.ª semifinal: Nacho (Programa 7), Sonia (Programa 17), Tomás (Programa 25), Adela (Programa 1).
- Final: Cristina (Programa 32),Susana (Programa 22), Shaun (Programa 8), Sonia (Programa 17).

Como reseña especial, hubo una seleccionada más, Olga (Programa 31), debido a que Mariqui (Programa 4) en el momento de su semifinal estaba embarazada, así que el programa decidió elegirle una compañera que hiciera por ella las pruebas que exigían cualquier tipo de esfuerzo físico y que ambas compartiesen los premios que consiguiesen.
Los 3 no ganadores de cada semifinal, hicieron la reoca para ganar un viaje para dos personas a Brasil para cada uno, que se logró en las 4 ocasiones. Los ganadores de cada semifinal compitieron en la Gran Final. Estos fueron Shaun, Cristina, Susana y Sonia. Fue el único programa donde no hubo paridad de sexos entre los concursantes, al haber 3 chicas. La gran ganadora final fue Sonia con el color amarillo. Como dato curioso, Sonia ganó las 3 veces con colores diferentes (Rojo en los programas normales, azul en la semifinal y amarillo en la final), también Cristina la otra finalista jugó las 3 veces con colores diferentes (Amarillo en los programas normales, azul en la semifinal y rojo en la final). Como premio, además del dinero, Sonia se llevó un apartamento mientras que a los otros 3 se les otorgó a cada uno una motocicleta, siendo también la única ocasión en la que se otorgaron premios de consolación a los concursantes no ganadores.
Los 4 concursantes que compitieron en la Gran Final, y los no ganadores de las semifinales, iban a formar parte en el Torneo de los Campeones en contra de ocho de los mejores concursantes de la versión italiana Il Grande Gioco dell'Oca. Sin embargo, por razones desconocidas, este proyecto fue cancelado en septiembre de 1994.
La siguiente tabla recoge los concursantes de la 1.ª edición de El gran juego de la oca (1993-1994), en negrita el ganador del programa:
| Programa                 | Fecha de estreno | Rojo                  | Azul           | Verde         | Amarillo            |
| ------------------------ | ---------------- | --------------------- | -------------- | ------------- | ------------------- |
| 1                        | 02-10-1993       | Carlos                | Ariadna        | Adela         | Raúl                |
| 2                        | 09-10-1993       | Javier                | Marta          | Juan Ramón    | Concha              |
| 3                        | 16-10-1993       | Marta                 | Josè           | Mene          | Ana                 |
| 4                        | 23-10-1993       | Manuel                | Rosa           | Mariqui       | Alfredo             |
| 5                        | 30-10-1993       | Carlos                | Bego           | Javi          | Mariángeles         |
| 6                        | 06-11-1993       | Mónica                | Agustín        | Jaime         | Yolanda             |
| 7                        | 13-11-1993       | Nuria                 | Ramón          | Nacho         | Marieta             |
| 8                        | 20-11-1993       | Cristina              | Dori           | Shaun         | Juanmari            |
| 9                        | 27-11-1993       | Caplan                | Cristina       | Javier        | Maribel             |
| 10                       | 04-12-1993       | Marisa                | Ángel          | Ángel         | Laura               |
| 11                       | 11-12-1993       | Teresa                | Chano          | Teresa        | Luis                |
| 12                       | 18-12-1993       | Fátima                | Esther         | Juan Pablo    | Eugenio             |
| 13                       | 25-12-1993       | Olga                  | David          | Alejandro     | Inés                |
| 14 (Especial Nochevieja) | 01-01-1994       | Concha Velasco        | Perico Delgado | Maribel Verdú | Mr.T                |
| 15                       | 08-01-1994       | María José            | Mónica         | Óscar         | Javier              |
| 16                       | 15-01-1994       | Piedad                | Moni           | Edu           | Isabel              |
| 17                       | 22-01-1994       | Sonia                 | Carlos         | Miguel Ángel  | María               |
| 18                       | 29-01-1994       | Zuri                  | Tatu           | Carlos        | Magdalena           |
| 19                       | 05-02-1994       | Ángel                 | Gonzalo        | Almudena      | Natalia             |
| 20                       | 12-02-1994       | María Jesús           | Antonio        | Maite         | Manolo              |
| 21                       | 19-02-1994       | Nuria                 | Paco           | Manuel        | Eva                 |
| 22                       | 26-02-1994       | Blas                  | Balta          | Susana        | Rosana              |
| 23                       | 05-03-1994       | Carmen                | Chema          | Antonio       | Gloria              |
| 24                       | 12-03-1994       | Lourdes               | Richard        | Rafa          | Eva                 |
| 25                       | 19-03-1994       | Conchita              | Tomás          | Nacho         | María               |
| 26 (Especial Famosos)    | 26-03-1994       | Jacqueline De La Vega | Enrique Simón  | Paloma Lago   | Miguel de la Quadra |
| 27                       | 02-04-1994       | Igor                  | Cristina       | Joaquín       | Macarena            |
| 28                       | 09-04-1994       | Raquel                | Sergio         | Iñaki         | Ana                 |
| 29                       | 16-04-1994       | Carmen                | Marivi         | Iker          | Juan Manuel         |
| 30                       | 23-04-1994       | Virginia              | Javi           | Sole          | Salvador            |
| 31                       | 30-04-1994       | Visi                  | Olga           | Ricardo       | Brian               |
| 32                       | 07-05-1994       | Julio                 | Lourdes        | José Miguel   | Cristina            |
| 33                       | 14-05-1994       | Yoni                  | Paloma         | Enrique       | Paula               |
| 34                       | 21-05-1994       | Miguel                | Marisa         | David         | Silvia              |
| 35 (1.ª semifinal)       | 28-05-1994       | David                 | Almudena       | Shaun         | Tatu                |
| 36 (2.ª semifinal)       | 04-06-1994       | Mene                  | Cristina       | Iker          | Mariqui-Olga        |
| 37 (3.ª semifinal)       | 11-06-1994       | Juan Ramón            | Susana         | Ángel         | Piedad              |
| 38 (4.ª semifinal)       | 18-06-1994       | Nacho                 | Sonia          | Tomás         | Adela               |
| 39 (Gran Final)          | 25-06-1994       | Cristina              | Susana         | Shaun         | Sonia               |

### 2.ª temporada
La 2.ª temporada constó de 26 programas. 21 programas, y que al igual que la 1.ª temporada, hubo semifinales y final.
- Chicos: 12 veces (Programas 1, 2, 3, 6, 7, 9, 12, 14, 18, 19, 20 y 21).
- Chicas: 9 veces (Programas 4, 5, 8, 10, 11, 13, 15, 16 y 17).
- Rojo: 5 veces (Programas 6, 7, 8, 9 y 18).
- Azul: 6 veces (Programas 4, 10, 12, 14, 16 y 17).
- Verde: 5 veces (Programas 1, 3, 5, 11 y 19).
- Amarillo: 5 veces (Programas 2, 13, 15, 20 y 21).

En el sorteo de las semifinales, se escogían todos los concursantes de cada programa dando también la oportunidad a los que habían sido bastante desafortunados (cúmulo de pruebas desagradables, mala suerte con las tiradas o haber acumulado muy poco dinero) y la gran final fue conformada con los 4 ganadores de las semifinales, siendo la ganadora final Eva, con el color azul que además del dinero que ganó se le otorgó un automóvil.
Los ganadores elegidos por sorteo para cada una de las semifinales fueron:
- 1.ª semifinal: Lidia (Programa 5), Paco (Programa 21, 1.ª temporada), Macarena (Programa 27, 1.ª temporada), Luis (Programa 1).
- 2.ª semifinal: Fori (Programa 2), Tatu (Programa 18, 1.ª temporada), Julio (Programa 32, 1.ª temporada), Nuria (Programa 6).
- 3.ª semifinal: Mariví (Programa 29, 1.ª temporada), Igor (Programa 27, 1.ª temporada), Noelia (Programa 12), Andrés (Programa 20).
- 4.ª semifinal: Eduardo (Programa 4), Eva (Programa 16), Iñaki (Programa 28, 1.ª temporada), Natalia (Programa 19, 1.ª temporada)
- Final: Fori (Programa 2), Eva (Programa 16), Luis (Programa 1), Noelia (Programa 11)

La siguiente tabla recoge los concursantes de la 2.ª edición de El Juego de la Oca (1995), en negrita el ganador del programa:
| Programa           | Fecha de estreno | Rojo        | Azul      | Verde    | Amarillo |
| ------------------ | ---------------- | ----------- | --------- | -------- | -------- |
| 1                  | 21-01-1995       | Julián      | Sonia     | Luis     | Yolanda  |
| 2                  | 28-01-1995       | Susana      | Víctor    | Mónica   | Fori     |
| 3                  | 04-02-1995       | Roberto     | ??        | David    | ??       |
| 4                  | 11-02-1995       | Eduardo     | Eva       | ??       | ??       |
| 5                  | 18-02-1995       | Lidia       | Jorge     | Cristina | Ramón    |
| 6                  | 25-02-1995       | Javier      | Beatriz   | ??       | Olga     |
| 7                  | 04-03-1995       | David       | ??        | ??       | ??       |
| 8                  | 11-03-1995       | Fátima      | ??        | ??       | ??       |
| 9                  | 18-03-1995       | Mariano     | Margarita | Juanma   | Ainhoa   |
| 10                 | 25-03-1995       | Felipe      | Mai       | Oscar    | Susana   |
| 11                 | 01-04-1995       | Esther      | Javier    | Charo    | Arturo   |
| 12                 | 08-04-1995       | Mari Carmen | Jose      | Noelia   | Javier   |
| 13                 | 15-04-1995       | Gonzalo     | Sara      | Juanma   | Encarna  |
| 14                 | 22-04-1995       | ??          | Enrique   | ??       | ??       |
| 15                 | 29-04-1995       | ??          | Javier    | ??       | Eugenia  |
| 16                 | 06-05-1995       | ??          | Leticia   | ??       | Eva      |
| 17                 | 13-05-1995       | ??          | Juana     | ??       | Eva      |
| 18                 | 20-05-1995       | Enrique     | ??        | ??       | ??       |
| 19                 | 27-05-1995       | Oscar       | Manoli    | Carlos   | Nines    |
| 20                 | 03-06-1995       | ??          | ??        | ??       | Andrés   |
| 21                 | 10-06-1995       | Macu        | Paco      | Verónica | Edu      |
| 22 (1.ª semifinal) | 17-06-1995       | Lidia       | Paco      | Macarena | Luis     |
| 23 (2.ª semifinal) | 24-06-1995       | Fori        | Tatu      | Julio    | Nuria    |
| 24 (3.ª semifinal) | 01-07-1995       | Marivi      | Igor      | Noelia   | Andrés   |
| 25 (4.ª semifinal) | 08-07-1995       | Eduardo     | Eva       | Ángel    | Natalia  |
| 26 (Gran Final)    | 15-07-1995       | Fori        | Eva       | Luis     | Noelia   |

### 3.ª temporada
La 3.ª temporada constó de 8 programas. No hubo semifinales ni final debido a un final prematuro.
- Chicos: 3 veces (Programas 3, 7 y 8).
- Chicas: 5 veces (Programas 1, 2, 4, 5 y 6).
- Rojo: 3 veces (Programas 2, 4 y 8).
- Azul: 2 veces (Programas 1 y 5).
- Verde: 2 veces (Programas 3 y 7).
- Amarillo: 1 veces (Programa 6).

La siguiente tabla recoge los concursantes de la 3.ª edición de El Juego de la Oca (1998), en negrita el ganador del programa:
| Programa | Fecha de estreno | Rojo     | Azul         | Verde      | Amarillo  |
| -------- | ---------------- | -------- | ------------ | ---------- | --------- |
| 1        | 14-02-1998       | Javier   | Yolanda      | Mariano    | Elvirichi |
| 2        | 21-02-1998       | Patricia | Juanjo       | Maricarmen | José      |
| 3        | 28-02-1998       | Esteban  | María Teresa | Asier      | Sonia     |
| 4        | 07-03-1998       | Sonia    | Antonio      | Rosa       | Santiago  |
| 5        | 14-03-1998       | Damian   | Rosa         | Antonio    | Lorena    |
| 6        | 21-03-1998       | ??       | ??           | ??         | Mariajose |
| 7        | 28-03-1998       | Pepe     | Susana       | Carlos     | Lourdes   |
| 8        | 04-04-1998       | Carlos   | Chiqui       | Nacho      | Inma      |

## Vestuario
Emilio Aragón se presentaba a dirigir el programa siempre vistiendo un esmoquin negro con pajarita del mismo color y camisa blanca y usando siempre unos zapatos tenis de color blanco. Las presentadoras no tenían un código de vestido indicado, lo mismo podían usar un pantalón que un vestido o minifalda. Un grupo de animadores vestían como si estuvieran en la playa, usando trajes de baño de una y dos piezas. Las oquettes iniciaban la transmisión usando un traje de dos piezas tipo bikini con algunos adornos extras, el cual cambiaban durante el segmento El mirador de las oquettes, donde interpretaban una pieza de baile. El resto del elenco usaba un mono de trabajo de diferentes colores, exceptuando los luchadores, quienes usaban traje de baño.

## Ediciones

### Il Grande Gioco Dell'Oca (Stasera mi butto 93)
- País: Italia
- Cadena de emisión: Rai 2
- Director: Jocelyn Jocelyn Hattab

#### 1.ª Temporada
- Año: 1993
- Presentadores: Gigi Sabani, Jo Squillo y Simona Tagli

#### 2.ª Temporada
- Año: 1994
- Presentadores: Gigi Sabani, Alessia Marcuzzi y Paola Saluzzi

### El Gran Juego de la Oca
- País: España
- Cadena de emisión: Antena 3

#### 1.ª Temporada
- Año: 1993-1994
- Presentadores: Emilio Aragón, Lydia Bosch y Patricia Pérez
- Director: Emilio Aragón

La primera edición se pudo ver con un gran éxito en toda España y posteriormente se emitió a muchos otros países en los que también alcanzó enormes niveles de audiencia como México (por TV Azteca), Cuba (por Cubavisión), Filipinas (por ABS-CBN) bajo el nombre de Ang Mahusay na Laro ng Gansa, El Salvador (primero por Canal 6 de TCS, luego por Canal 12 y más tarde por Canal 11 TUTV), Costa Rica (por Teletica), Bolivia (por Canal 9), Chile (por Canal 13 y años más tarde por Mega), los Estados Unidos y Puerto Rico (por Telemundo y años más tarde por Azteca America), Portugal (por TVI), Brasil (por Rede Bandeirantes) bajo el nombre de O Grande Jogo do Ganso, República Dominicana (por Telesistema), Argentina (por Canal 13 Artear), Ecuador (por Teleamazonas, luego por Ecuavisa y años más tarde por Gamavision), Colombia (por R.T.I. para la Cadena Uno las primeras dos temporadas de Antena 3 y por Canal A la tercera temporada de Telecinco), Venezuela (por RCTV y luego por Televen) y Perú (primero por Panamericana Televisión, luego por Frecuencia Latina y más tarde por Red Global). En Paraguay, se emitió por Canal 13 RPC, durante los años 1993 y 1994.
Constó de 32 programas normales, 4 semifinales con 16 ganadores elegidos por sorteo y la final con los 4 ganadores de las semifinales, además en el año nuevo de 1994 se hizo un programa especial llamado "La nochevieja" en el que los concursantes fueron famosos y cuyo dinero recaudado por cada uno fue destinado a instituciones de beneficencia. Fue el más exitoso de toda la serie de programas que a la larga se emitieron tanto en España como en todos los países en los que fue transmitido.

#### 2.ª Temporada
- Año: 1995
- Presentadores: Pepe Navarro, Yvonne Reyes y Eugenia Santana
- Director: Jocelyn Jocelyn Hattab

Para esta edición (se empezó a emitir en enero de 1995) el plató cambió con nuevo decorado, una iluminación distinta menos colorida y más oscura, muchas escaleras y cambios de altura, toboganes, aunque se respetó los íconos más importantes de la anterior edición, como el tema musical de apertura, la posada, la jaula (Casilla 43), el túnel de las serpientes (Casilla 53), la piscina de barro (Casilla 31), el castillo (Casilla 51), la ruleta cruel (Casilla 61), etc.) se agregaron nuevas pruebas y nuevos personajes, como el nuevo peluquero Rizzotín (Casilla 48) (reemplazo del Flequi) y el mago "Martín" entre otros. Algunas de las nuevas casillas castigo eran 'El restaurante chino' (Casilla 19), en el que el concursante tenía que comerse 'algo' especial, o la 'Catapulta' (Casilla 55, aunque a veces variaba), que hacía volver al concursante al principio del recorrido sustituyendo a la Muerte (Calavera) de la primera edición.
Esta edición constó de un total de 26 programas, 21 normales y, al igual que la temporada anterior, 4 semifinales con 16 concursantes elegidos a sorteo sin embargo a diferencia de la otra emisión los ganadores no participaron en reocas para intentar ganar algo y nunca se otorgó ningún premio extra al ganador, siendo el dinero que habían acumulado el único premio que se llevaban. Además en el sorteo fueron contemplados sin excepción todos los concursantes de cada programa dando también la oportunidad a los que habían sido bastante desafortunados (cúmulo de pruebas desagradables, mala suerte con las tiradas o haber acumulado muy poco dinero) y la gran final fue conformada con los 4 ganadores de las semifinales, siendo la ganadora final Eva, con el color azul que además del dinero que ganó se le otorgó un automóvil.
A diferencia del enorme éxito que tuvo la primera temporada 1993-94, este programa fue mal recibido por la audiencia debido mayormente a que no les convencieron las nuevas versiones de los fragmentos de la edición anterior y nunca logró penetrar con el mismo gusto al público de todos los países que fue emitido. 

### El Nuevo Juego de la Oca
- País: España
- Cadena de emisión: Telecinco
- Año de emisión: 1998
- Presentadores: Andrés Caparrós, Elsa Anka y Paloma Marín
- Director: Jocelyn Jocelyn Hattab

En esta edición, el concurso cambió de canal (de Antena 3 a Telecinco) y de nombre tras un largo descanso fuera de antena. Se realizaba por primera vez en directo (algo muy arriesgado teniendo en cuenta la complejidad de realización del concurso, limitando la realización además de algunas pruebas), en un plató totalmente renovado, más grande y prácticamente igual que el de las ediciones italianas, en esta emisión como curiosidad apareció nuevamente el personaje del Flequi de la temporada 1993-94, siendo el único miembro de un elenco en participar en dos temporadas del programa.
No obstante el concurso fue retirado de antena sin previo aviso durante la Semana Santa de 1998 justificando una escasa audiencia sin embargo el verdadero motivo fue otro: Telecinco había adquirido el formato de uno de los programas estrella de aquella época, Club Disney, para pagar los derechos a Disney (que eran muy altos) la cadena decidió retirar del aire El nuevo juego de la oca debido a que el presupuesto era insuficiente para ambas programaciones. De los 14 programas que en un principio estaban decididos a producir, solo se realizaron 8.

## Remake en Latinoamérica

### Argentina
Fue un remake del programa original español. Como presentadores se incluyó a Joaquín "El Pollo" Álvarez y Daniela "La Chepi". Se estrenó el 24 de enero de 2022 en el canal de televisión argentina eltrece. En esta versión se modificaron las casillas y mecánicas originales, y contó en general con un menor nivel de presupuesto y juegos más simples. Estuvo poco más de dos meses en pantalla debido a un bajo nivel de audiencia, sumado a errores técnicos que podían advertirse en deficiencias en la edición y dirección de cámaras, y quedando incluso episodios grabados sin emitirse.
A pesar de los errores de la primera temporada, el 26 de diciembre de 2022 comenzó a emitirse una segunda, con los mismos presentadores, cancelada luego de tan solo 4 episodios tras no mejorar los niveles de audiencia.

### Uruguay
Fue un remake del programa original español. Como presentadores se incluyó a Rafael Villanueva y Sofía Romano. La temporada estuvo conformada por 13 episodios que se emitieron en el canal desde el 4 de mayo hasta el 27 de julio de 2022 en Teledoce y fue filmada en el estudio previamente utilizado en Buenos Aires.

## Emisión Internacional
| País                 | Canal/Productora                     | Años de emisión |
| -------------------- | ------------------------------------ | --------------- |
| Argentina            | Canal 13                             | 1994-1995, 2022 |
| Chile                | Canal 13                             | 1994-1995       |
| Colombia             | Inravisión Cadena Uno RTI Televisión | 1996-1997       |
| Colombia             | Nuevos Días Televisión               | 1996-1997       |
| Colombia             | Citytv                               | 1998-2000       |
| Colombia             | Coestrellas                          | 1998-2000       |
| Colombia             | CPS Televisión                       | 1998-2000       |
| Colombia             | En Vivo Televisión                   | 1998-2000       |
| Colombia             | Inravisión Canal A RTI Televisión    | 1998-2000       |
| Costa Rica           | Teletica                             | 1993-1997       |
| Ecuador              | Gamavisión                           | 1995-1998       |
| Ecuador              | Teleamazonas                         | 2003-2004       |
| Estados Unidos       | Univisión                            | 1995-2000       |
| Filipinas            | ABC 5                                | 1994-1998       |
| El Salvador          | Canal 12                             | 1997-2003       |
| Guatemala            | Canal 3                              | 1995-1997       |
| México               | Azteca 7                             | 1999-2001       |
| México               | Azteca 13                            | 1993-1997       |
| Paraguay             | Canal 13 RPC                         |                 |
| Perú                 | Frecuencia Latina                    | 1997-1998       |
| Perú                 | Panamericana Televisión              | 1993-1996       |
| Perú                 | Red Global                           | 1999-2001       |
| República Dominicana | Telesistema                          | 1995-1997       |
| Uruguay              | Canal 12                             | 1999-2002       |
| Uruguay              | Teledoce                             | 1993-1997       |
| Venezuela            | RCTV                                 | 1993-19971      |
| Venezuela            | Televen                              | 1999-2001       |

Nota1: Inicialmente como parte del espacio Sábado Mundial, desde 1995 como espacio independiente al salir del aire este último.